# Emil Loteanu
Emil Loteanu (nom de naissance, en roumain) ou, en russe : Эмиль Владимирович Лотяну Emil' Vladimirovič Lotjanu, également transcrit
Émile Vladimirovitch Lotianou), est un réalisateur et un scénariste soviétique et moldave né le 6 novembre 1936 à Clocuşna, arrondissement d'Ocnița (Roumanie, aujourd'hui en république de Moldavie) et mort le 18 avril 2003 à Moscou où il est enterré dans le cimetière Vagankovo.

## Biographie
Emil Loteanu passe sa jeunesse à Bucarest, où sa mère travaillait à l'ambassade soviétique, rue Toma Stelian. Âgé de 13 ans, à la mort de son père, alors qu'entre-temps son pays natal est devenu soviétique, il franchit clandestinement la frontière et passe en URSS, chez ses grands-parents à Colencăuți. Rattrapé par les gardes-frontières soviétiques, il est remis aux Roumains qui le renvoient auprès de sa mère à Bucarest. Ses études terminées, il présente en 1952 un dossier pour passer des examens d'admission à l'institut de théâtre et de cinéma de Bucarest, mais il est rejeté. Il demande alors la nationalité soviétique, l'obtient et rentre au village natal, en Union soviétique, décidé à faire des études cinématographiques à Moscou.
De 1953 à 1955, il étudie l'art théâtral au studio-école Vladimir Nemirovitch-Dantchenko près du Théâtre d'art de Moscou (MXAT), et à la faculté de mise en scène (VGIK), chez Grigori Rochal et Youri Guenika (ru). Il obtient son diplôme en 1962.. Il continue à publier des poèmes (ses premiers avaient été publiés en 1949, à Bucarest, dans la revue Contemporanul), des récits et écrit des scénarios pour ses films. En 1962-1973, il travaille aux studios Moldova-film. Il rejoint les rangs du Parti communiste de l'Union soviétique en 1968. En 1973, il devient réalisateur du Mosfilm à Moscou. Il dirige les Cours supérieurs de formation des scénaristes et réalisateurs où il a eu comme élève Konstantine Lopouchanski. On lui confère le titre honorifique d'artiste du peuple de la RSFS  de Russie en 1980. En 1985, il rentre en Moldavie. Enseignant à l'Institut des Beaux-Arts de Chişinău, il forme, entre autres, Svetlana Toma, Grigore Grigoriu, Victor Ciutac, Maria Sahaidac, les frères Victor et Mircea Soci-Voinicescu. Il est élu président de l'Union des cinéastes de Moldavie, crée l'Association expérimentale de création Phoenix-M, fonde la revue de théâtre et de cinéma La Lanterne magique et réalise l'émission TV À la recherche d'une étoile. Il a été membre d'honneur de l'Académie internationale de cinéma Nike, et chevalier de l'ordre de la république de Moldavie.

## Vie privée
De 1979 à 1984, Emil Loteanu est marié avec l'actrice Galina Beliaïeva avec laquelle il a eu un fils prénommé comme lui Emil.

## Filmographie partielle
Réalisateur
- 1959 : La Grande Montagne (Большая гора) [2]
- 1960 : Il était une fois un gars (ru) (Жил-был мальчик) (court métrage)
- 1961 : Pierre, temps, chanson (Камень, время, песня) (court métrage)
- 1963 : Attendez-nous à l'aube (ru)[3] (Ждите нас на рассвете)
- 1966 : Les Clairières rouges (ru)[4]  ( Красные поляны)
- 1967 : Fresques sur fond blanc (documentaire) (Фрески на белом)[5]
- 1970 : L'Instant que nous vivons[6] (Это мгновение)
- 1970 : L'Académicien Lev Tarassevitch (documentaire) (Академик Тарасевич)[7]
- 1971 : Les Léoutars (Lautarii - Лаутары)
- 1974 : Échos de la vallée chaude (Эхо горячей долины)[8]
- 1976 : Les Tsiganes montent au ciel (Табор уходит в небо)
- 1978 : Un accident de chasse (Мой ласковый и нежный зверь)
- 1979 : Je veux chanter
- 1983 : Anna Pavlova (Анна Павлова) (série télévisée)
- 1986 : Luceafĕrul (Лучафэрул) téléfilm[9]
- 1993 : La Coquille (ru)[10] (Скорлупа)

Scénariste
- 1963 : Attendez-nous à l'aube (ru) (Ждите нас на рассвете)
- 1966 : Les Clairières rouges (ru) ( Красные поляны)
- 1970 : L'Instant que nous vivons (Это мгновение)
- 1971 : Les Léoutars (Lautarii - Лаутары)
- 1976 : Les Tsiganes montent au ciel (Табор уходит в небо)
- 1978 : Un accident de chasse (Мой ласковый и нежный зверь)
- 1983 : Anna Pavlova (Анна Павлова) (série télévisée)
- 1986 : Luceafĕrul
- 1989 : À deux au bord du temps de David Natsvlichvili
- 1993 : La Coquille (ru)  (Скорлупа)

## Récompenses
- 1969 : Artiste émérite de la RSS de Moldavie.
- 1970 : Deuxième prix du festival de Minsk pour Ce n'est qu'un instant
- 1972 : Prix Coquille d'argent et Prix spécial du jury du Festival international du film de Saint-Sébastien, pour Les Leoutars
- 1972 : Grand prix du festival international d'arts et de folklore d'Italie pour Les Leoutars
- 1972 : Prix Nymphe d'or du festival international de cinéma de Naples pour Les Leoutars
- 1976 : Grand prix Coquille d'or du Festival international du film de Saint-Sébastien, pour Les Tsiganes montent au ciel
- 1977 : Prix de la meilleure mise en scène au festival international de Belgrade pour Les Tsiganes montent au ciel
- 1978 : Prix des spectateurs et de la presse pour le meilleur film au forum du cinéma à Milan pour Les Leoutars
- 1977 : Prix du meilleur film au festival international de Prague pour Les Tsiganes montent au ciel
- 1980 : Artiste du peuple de la RSFS de Russie.